# Доробанц (Јаши)
Доробанц (рум. Dorobanț) насеље је у Румунији у округу Јаши у општини Ароњану. Oпштина се налази на надморској висини од 109 m.

## Становништво
Према подацима из 2002. године у насељу је живело 1183 становника, од којих су сви румунске националности.